# Лось, Ян
Ян или Иван Людвигович Лось (пол. Jan Łoś; 2 [14] мая 1860, Кельцы, Российская империя — 10 ноября 1928, Краков, Польша) — российский и польский славист, профессор Ягеллонского университета. Член Польской академии знаний, иностранный член-корреспондент АН СССР (1927) и Болгарской академии наук.

## Биография
Родился 2 (14) мая 1860 года в дворянской семье, жившей тогда в Кельцах. Затем родители переселились в Миколовице Радомской губернии.
Первоначальное образование получил дома, затем в Петроковской гимназии, которую окончил в 1881 году с серебряной медалью и в том же году поступил на историко-филологический факультет Императорского Санкт-Петербургского университета.
Окончив славяно-русское отделение со степенью кандидата, в 1885 году он был направлен за границу с целью ознакомления с новыми методами изучения сравнительной грамматики индоевропейских языков. Пробыв по одному семестру в Париже, Фрейбурге, Лейпциге и Берлине он вернулся в Санкт-Петербург и стал готовиться к магистерским экзаменам по славянской филологии, который он сдал в 1889 году. Летом того же года он был назначен приват-доцентом при кафедре славянской филологии Санкт-Петербургского университета. В 1901 году защитил магистерскую диссертацию «Сложные слова в польском языке».
С 1902 года — профессор Ягеллонского университета, позднее декан философского факультета, проректор и ректор (1925—1926). Написал ряд статей по славянской филологии в «Энциклопедическом словаре Брокгауза и Ефрона». 
Был одним из основателей и членом правления Общества любителей польского языка, созданного в Кракове в 1920 году.

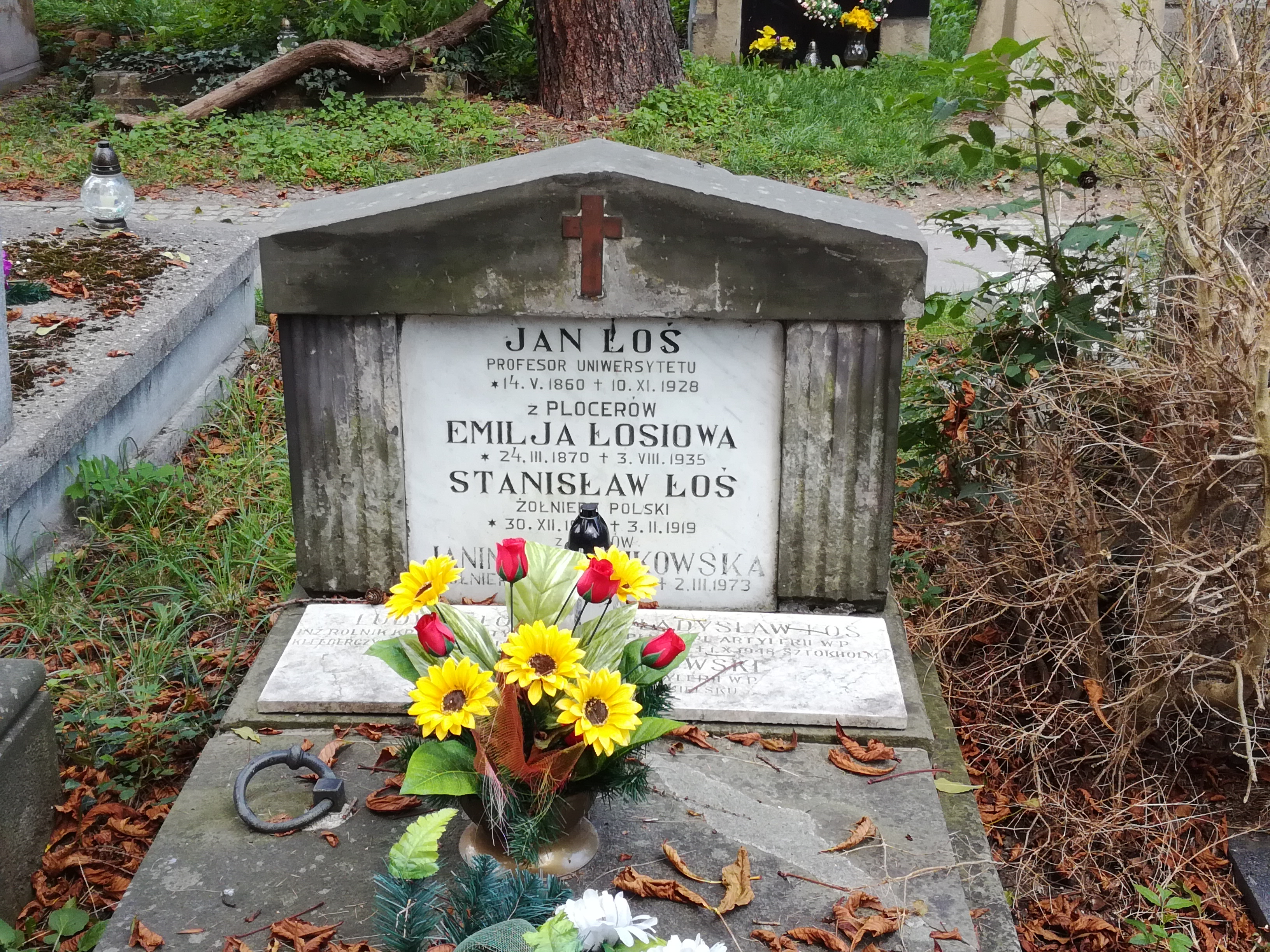
Могила на Раковицком кладбище

Умер 10 ноября 1928 года в Кракове. Похоронен на Раковицком кладбище.